# Saruq Al Hadid
Saruq Al Hadid (àrab: ساروق الحديد, Sārūq al-Ḥadīd) és un jaciment arqueològic de Dubai, als Emirats Àrabs Units, un dels més importants i enigmàtics d'aquest país. Les troballes del jaciment es mostren al Museu Arqueològic de Dubái. Les ruïnes les va descobrir el governant de Dubai, el xeic Muhammad bin Rashid Al Maktum, mentre sobrevolava amb el seu helicòpter el desert.

## El jaciment
Es considera que el jaciment de Saruq Al Hadid era un nucli d'assentaments humans, comerç i metal·lúrgia constants des del període de la cultura d'Umm al-Nar (2600-2000 abans de la nostra era) fins a l'edat del ferro (1000 ae), quan era un poble important per a la fosa de bronze, coure i ferro. Degué tindre el seu auge com a centre metal·lúrgic en l'edat del ferro II (1100-600 ae). Un dels milers de troballes documentades del jaciment és un anell d'or decorat que va servir d'inspiració per al logotipus de l'Exposició Universal de Dubai de 2020.
L'abundància de ceràmica i objectes metàl·lics ha donat lloc a especulacions sobre la possibilitat d'identificar el jaciment com un centre d'adoració de serps. S'han trobat en el jaciment més de 12.000 peces úniques. Una sèrie de troballes importants es poden veure en el Museu Arqueològic Saruq Al Hadid d'Al Shindagha, de Dubai, situat en un barjeel tradicional (torre de vents) construït el 1928 pel xeic Juma bin Maktum bin Hasher Al Maktum.

## Descobriment

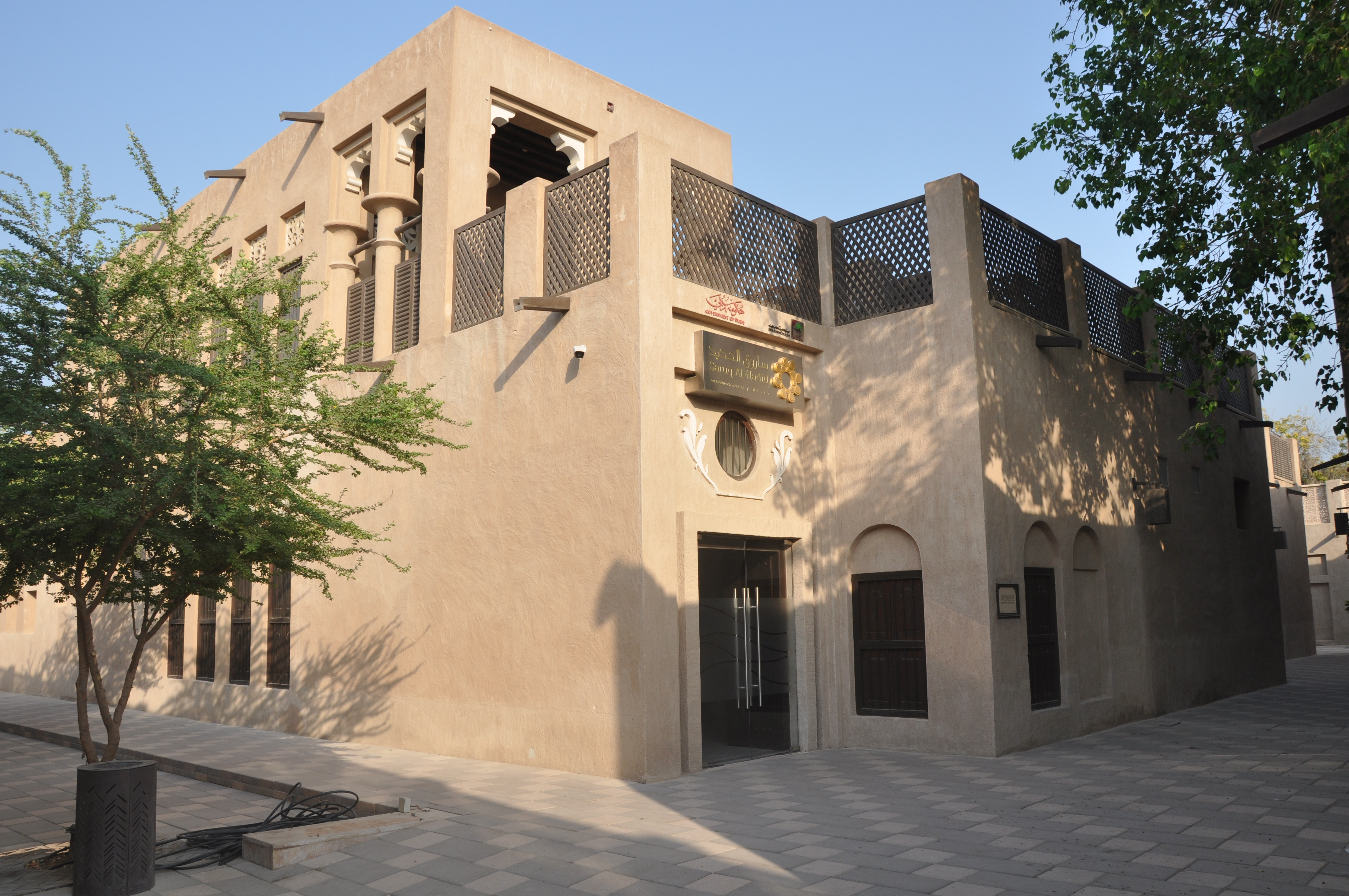
El Museu Arqueològic Saruq Al Hadid és en l'antiga casa de Juma Al Maktum, a Al Shindagha (Dubai)

Les ruïnes, que ara formen part de la Reserva de conservació del desert d'Al Marmoom, les van descobrir casualment el 2002 el xeic Mohammed bin Rashid Al Maktum, vicepresident i primer ministre, i governant de Dubai, mentre travessava el desert amb el seu helicòpter particular. En observar unes formacions de dunes inusuals i un gran dipòsit negre a l'arena, va informar del lloc a l'Ajuntament de Dubai. El lloc va resultar ser un camp de residus, o escòria, procedents de la fosa de coure i ferro. Sembla que l'extens camp d'escòria, d'unes 1,5 hectàrees, havia impedit el desplaçament de l'arena i, per tant, havia preservat el jaciment.
Aquella primera exploració tragué a la llum molta ceràmica, granadures i objectes de coure i bronze, com ara puntes de sageta, caps de destral, un ham, braçalets, ganivets i, curiosament, models de serps. Cinc campanyes d'excavacions dirigides pel Departament d'Antiguitats de Jordània revelaren «una extraordinària col·lecció d'artefactes de l'edat del ferro». També van desenterrar el proper jaciment d'Al-Ashoosh de la cultura d'Umm al-Nar. A continuació, el 2008-2009, el Dubai Desert Survey, un projecte conjunt d'un grup d'investigadors estatunidencs i el Departament de Turisme i Comerç de Dubai, hi feren una sèrie d'excavacions, que mostraren que el jaciment no era sols un assentament de l'edat del ferro, sinó un jaciment de molts períodes amb diferents funcions que s'estenien al llarg de més de tres mil·lennis.
Més expedicions arqueològiques han treballat en el jaciment en els darrers anys. El Projecte de Recerca Arqueològica Saruq al-Hadid de la Universitat de Nova Anglaterra d'Austràlia culminà el 2017 un programa de tres anys de treball arqueològic de camp i anàlisi posterior. La recerca en diferents sectors del jaciment també la feren equips de l'Institut Arqueològic Sanisera (Menorca, Illes Balears, Països Catalans, 2015-2019), Thomas Urban and Partner (Alemanya, 2016-2017) i el Centre Polonés d'Arqueologia Mediterrània de la Universitat de Varsòvia (Polònia, 2016-2018). Fins al 2018, l'equip polonés, dirigit per Piotr Bielinski i Iwona Zych, excavà una part del jaciment triada per a l'exploració per una gran acumulació d'escòria de coure. Els investigadors hi van trobar grans quantitats de tires de coure i or, i altres productes mig acabats i troballes metàl·liques. La majoria eren autòctons, però d'altres eren importats de diferents parts del món.

## Descobriments

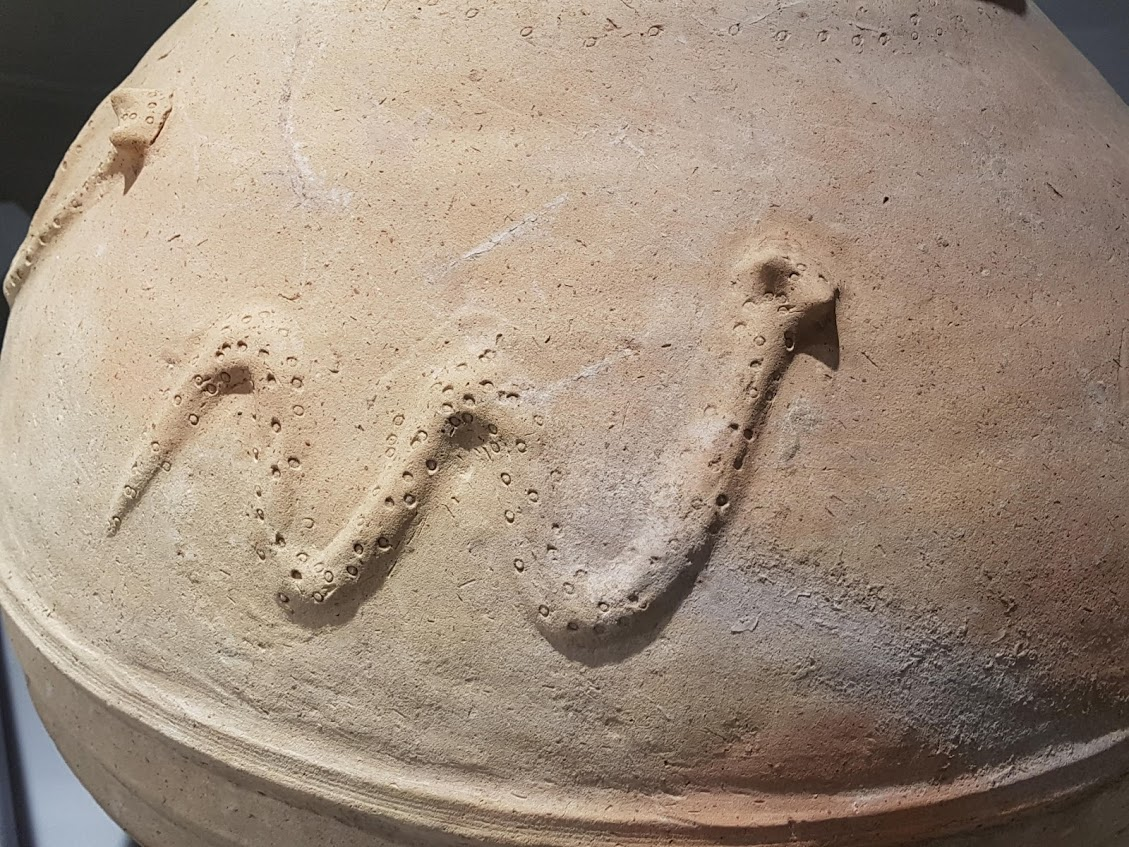
Emblema de serp en una got de ceràmica de Saruq Al Hadid

Situat uns 40 km terra endins de la costa, a Jebel Ali, aquest jaciment és un enigma, perquè manca de tres requisits necessaris per a fondre metalls: aigua, combustible i mineral. S'ha argumentat que l'indret fos triat per creences religioses. Les serps de bronze trobades, i la ceràmica decorada amb motius de serps, són alguns dels molts misteris de Saruq Al Hadid. En menor quantitat, s'han trobat serps en altres llocs dels Emirats Àrabs Units i a Oman, en concret a Al Qusais, Rumailah, Bithna, Masafi i Salut, però Saruq Al Hadid era el principal centre de producció o devia tenir gran importància per al que devia ser un culte a la serp.
Les primeres èpoques de Saruq Al Hadid estan representades per llars revestides de pedra i fumerals, així com pels corresponents forats per a pals. Una sèrie de dipòsits d'escombraries amb grans quantitats d'ossos d'animals han permés datar-los per carboni 14 dels períodes Umm al-Nar i Wadi Suq. Els dipòsits amb una gran quantitat d'objectes, que es creu que els amagaren a propòsit, s'han datat de l'edat del ferro I-II, amb troballes d'entre 1,3 i 3 metres datades de l'edat del ferro II. Els dipòsits superficials corresponen a l'edat del ferro II i posteriors.
De moment, s'han recuperat 223.889 fragments ossis, des d'ossos de dromedaris i òrix fins de rosegadors, amb molts indicis de caça, cria i treball de pells. També n'hi ha un gran nombre d'espines de peix d'aigua salada, inclosos cossos sencers d'orades, belònids, letrínids i Rhamphocottus richardsonii, que indicarien la salaó i conservació del peix a la costa abans de portar-lo a l'interior. Aquesta pràctica de salaó del peix per al seu consum a l'interior es trobà per primera vegada a Mleiha.
A més d'ossos d'espècies d'ocells continentals com la guatla, també s'hi trobaren ossos de corb marí de Socotra. Les restes d'animals apunten que Saruq Al Hadid tingué una vegetació més rica en el passat. Les troballes de ceràmica pertanyen a l'edat del ferro I i vinculen Wadi Suq amb Tell Abraq, Kalba i Shimal, així com amb Muweilah i Bithna, aquest darrer també un jaciment en què destaquen els motius de serps en la ceràmica.
Entre els objectes decoratius descoberts n'hi ha joies de metall i pedra, i objectes elaborats tallats en petxina.
Les figures de serps són un motiu decoratiu usual. Els resultats de la recerca indiquen que la producció metal·lúrgica s'acompanyava de pràctiques rituals.

## Metal·lúrgia

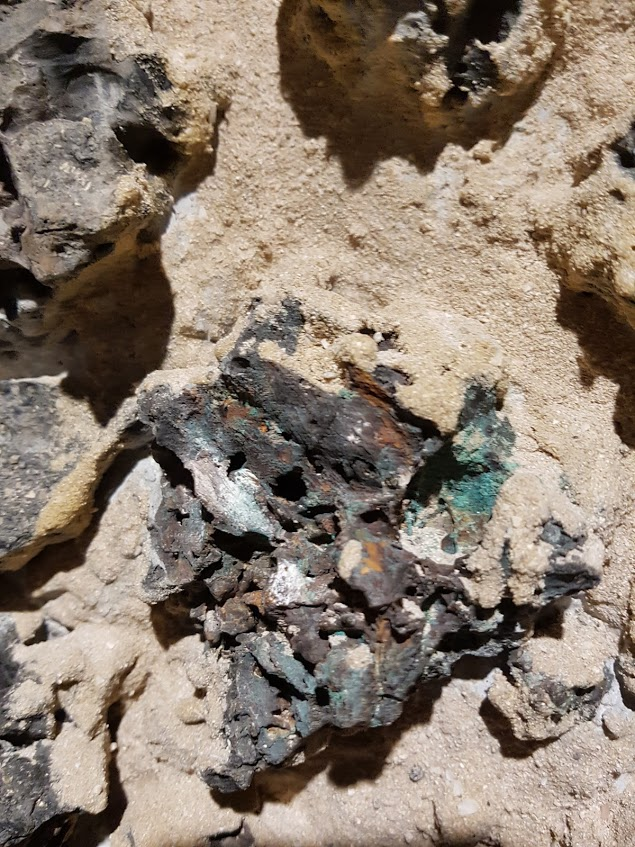
Escòria de coure del jaciment

Hi ha molts indicis de fosa de coure, com ara escòries, lingots i objectes acabats, i també ferralla de coure. Tot i que hi ha hagut troballes en el jaciment que relacionen la fosa amb objectes de Wadi Suq, la majoria són d'origen posterior, des de la primeria de l'edat del ferro fins al període preislàmic.
Entre els objectes de coure recuperats del jaciment hi ha grans quantitats d'armes (espases, dagues, ganivets, destrals i puntes de sageta), adorns i decoracions, incloses figures de serps. Malgrat que molts objectes es feren amb coure molt pur, hi han aparegut restes d'aliatges, com ara d'estany, que no es troba de manera natural a Aràbia i que, per tant, degué comerciar-se des de fora. També s'hi han trobat peces de llautó riques en zinc.
Al jaciment es van trobar objectes bimetàl·lics, que comprenen aliatges de ferro i coure, amb més de 200 kg de restes ferroses, una quantitat significativa donada l'escassetat d'objectes de ferro recuperats en altres jaciments de l'àrea. Tot i la gran varietat d'objectes de ferro recuperats, no hi ha indicis de forns o escòries de ferro al jaciment. Les principals troballes d'or són materials bàsics, filferro i cuir, i objectes acabats com a granadura i anells d'or pur, làmines d'or sobre aliatge d'argent i plom.

## Vincles comercials
Els 53 segells desenterrats del jaciment constitueixen la major col·lecció de segells de l'edat del ferro d'Aràbia i demostren els vincles amb Mesopotàmia, la zona indoiraniana i Egipte. S'han catalogat segells amb motius distintius dels túmuls funeraris de Dilmun, així com motius d'animals, figuratius, de mitja lluna, de piràmides i d'estreles.
Les troballes d'objectes de fusta tallada de la primeria de l'edat del ferro del jaciment són de fusta autòctona, com ara d'acàcia, de Prosopis cineraria i de gínjol palestí, però també hi ha objectes de fusta d'olivera i de pi, que apunten als primers vincles comercials amb el Llevant mediterrani. Així com hi ha mostres de metalls provinents de llocs llunyans, com ara l'estany, que no es troba pas a la península del Golf Pèrsic, la granadura de cornalina indica vincles amb la Vall de l'Indus, i els segells i troballes de ceràmica els uneixen als sumeris de Mesopotàmia.
Els rituals relacionats amb el culte a la serp tenen una llarga tradició al Llevant, i això suggereix l'existència de contactes entre aquestes zones durant el bronze tardà i la primera edat del ferro.

## Museu Arqueològic de Saruq Al Hadid
Aquest museu va obrir-se al públic el 2016 en el districte patrimonial Shindagha de Dubai. S'hi exposen col·leccions del jaciment de Saruq Al Hadid, així com informació arqueològica recopilada. L'exposició consta de diverses sales, que contenen objectes de metall, ossos d'animals, símbols de serps i joies.

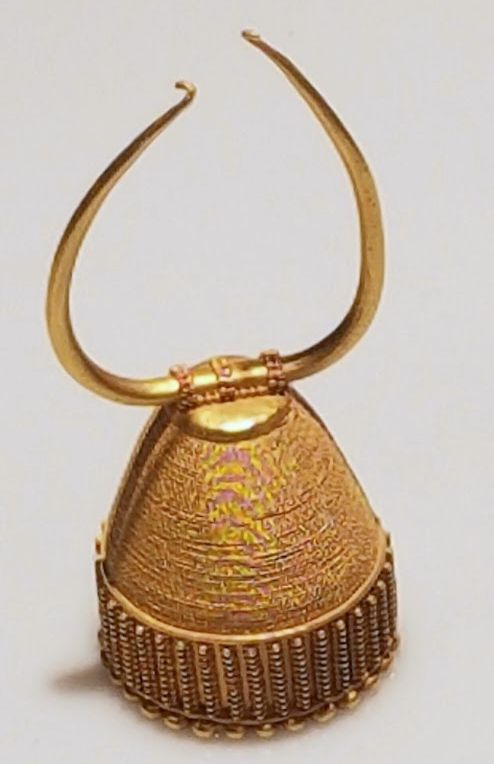
Joia d'or
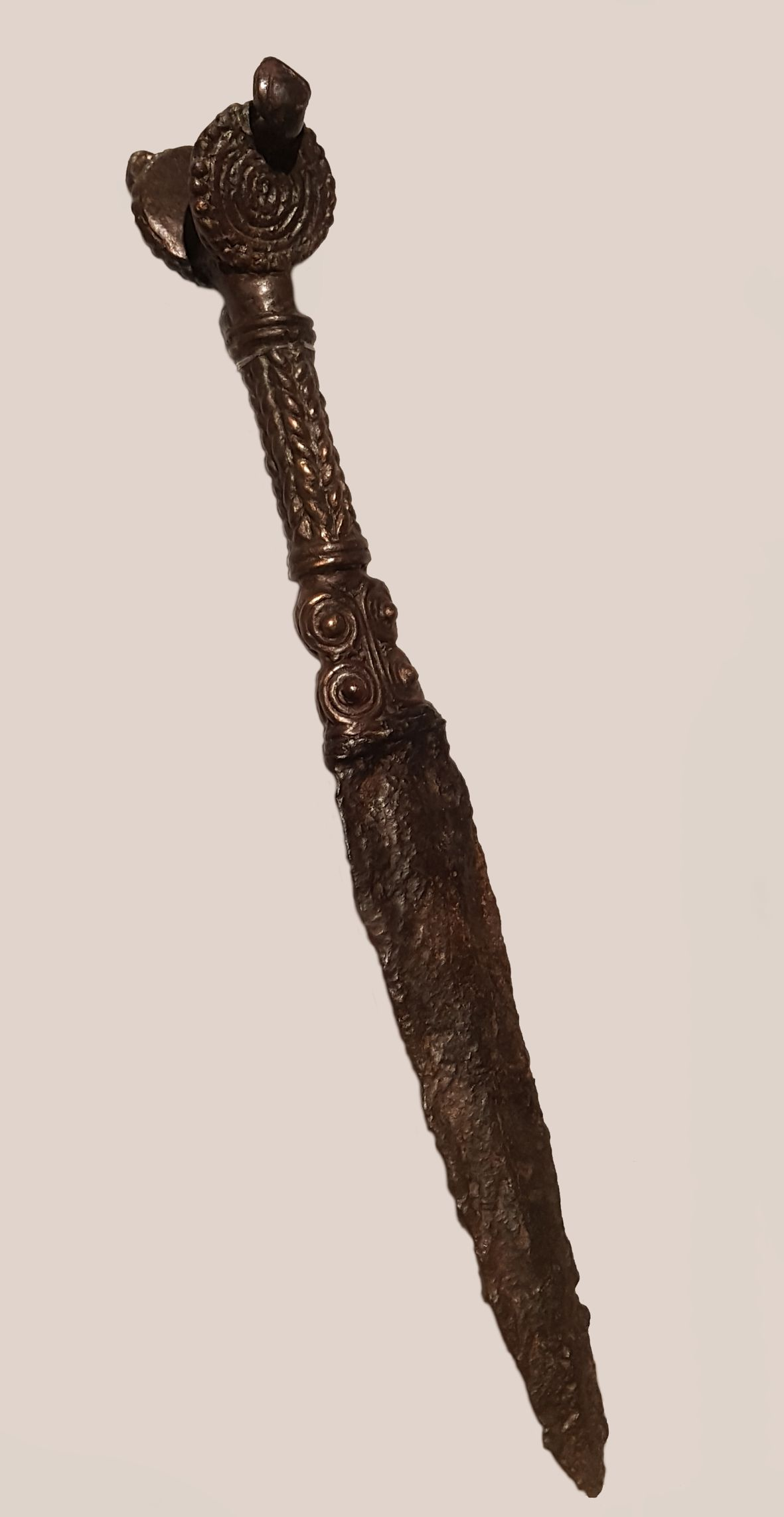
Daga de bronze i ferro. L'anàlisi ambraigs X revelà com s'hi combinaren els metalls
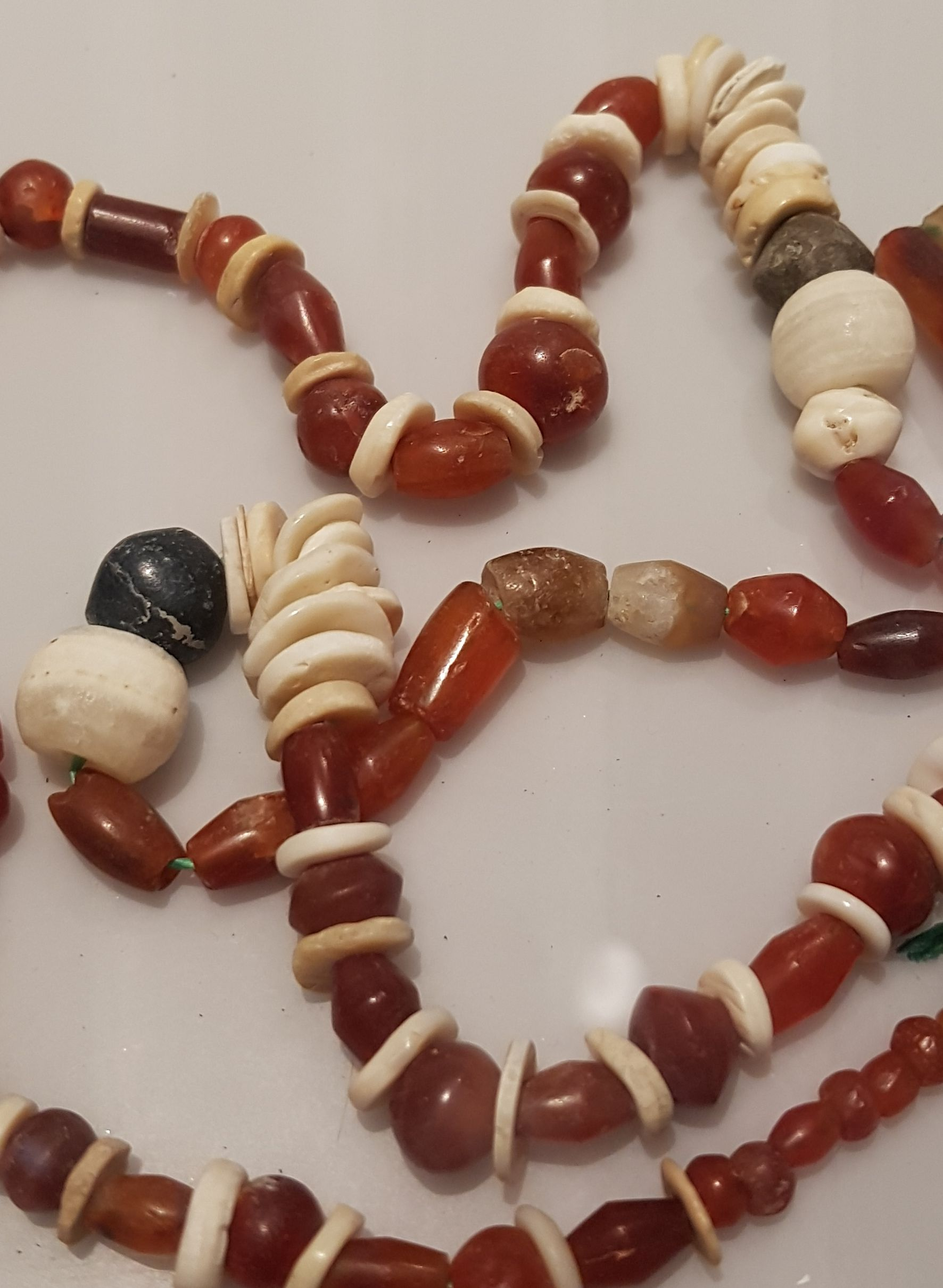
Collaret de grans de cornalina, os i pedra. Sembla que les joies de cornalina provenen de la Vall de l'Indus
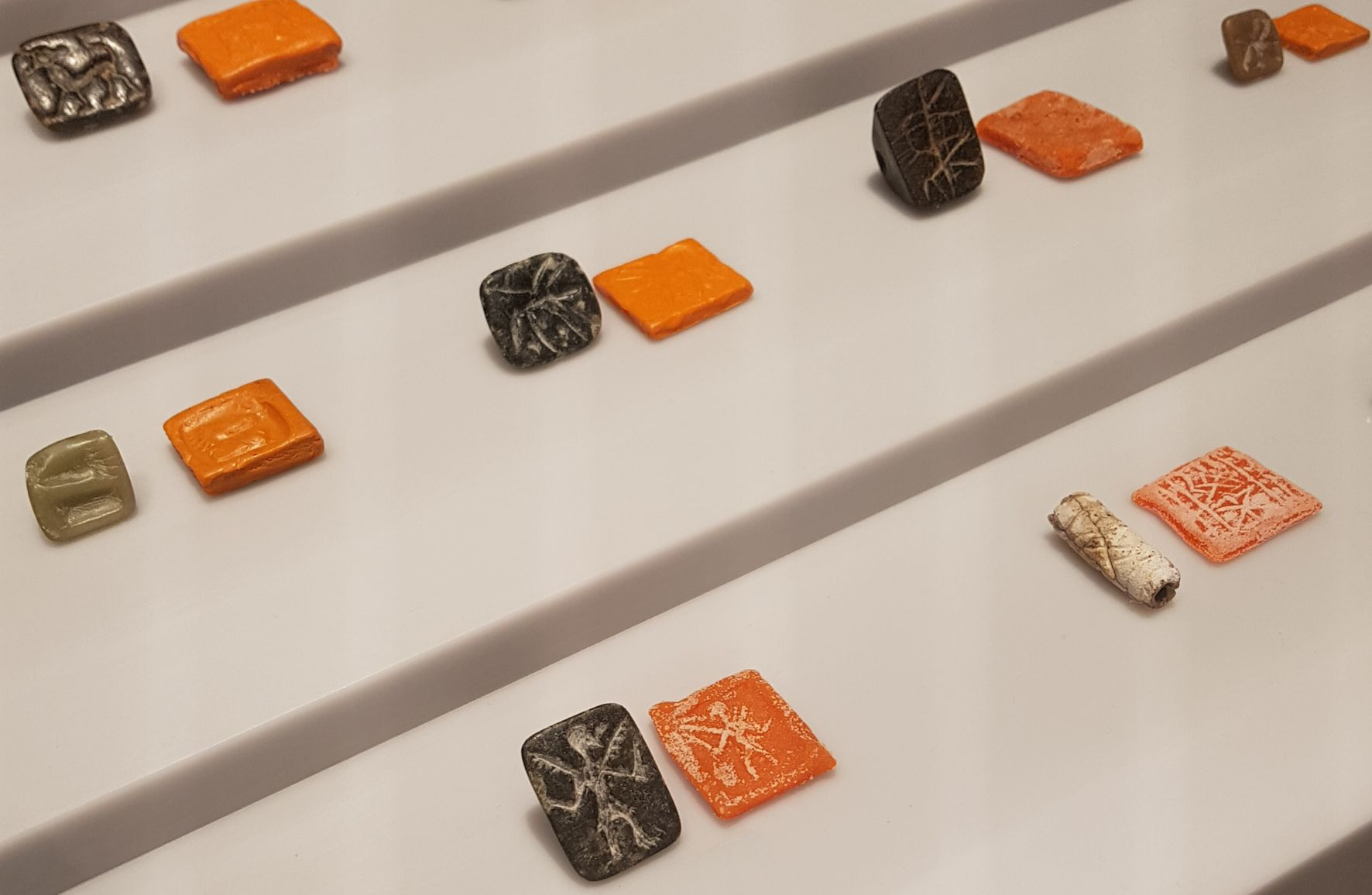
Segells
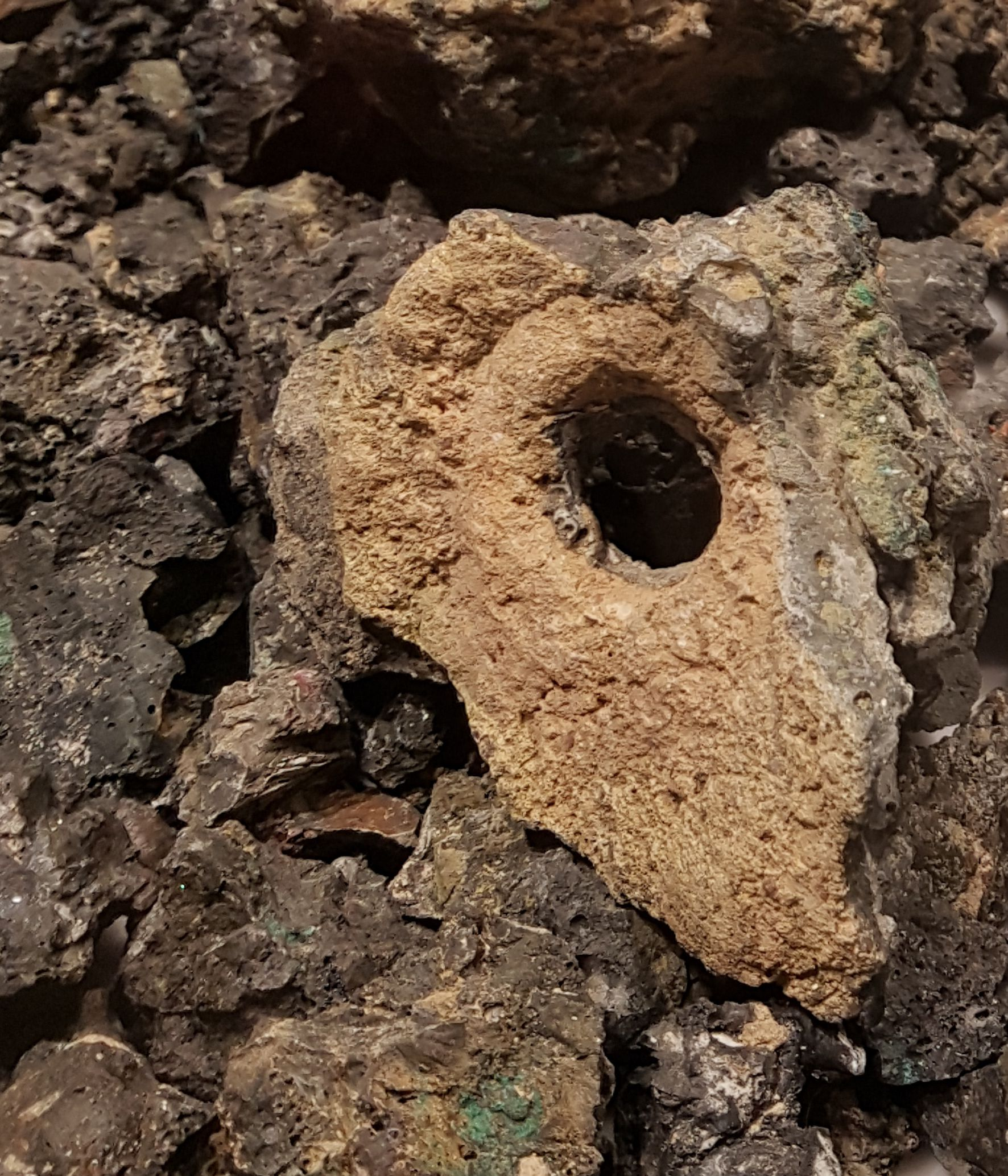
Forat a la paret d'un forn de l'edat del ferro